# Selezione maschile di cricket delle Isole Falkland
La nazionale di cricket delle Isole Falkland è la selezione nazionale che rappresenta l'isola britannica delle Falkland nel gioco del cricket.

## Storia

### Le origini
La squadra di cricket delle Isole Falkland è organizzata dalla Falkland Cricket Association, che è diventata membro affiliato dell'International Cricket Council (ICC) il 29 giugno 2007. In quell'occasione, l'Argentina si astenne durante il voto di ammissione. Successivamente, nel 2017, l'associazione è stata riconosciuta come membro associato dell'ICC. Le Isole Falkland disputarono la loro prima partita internazionale nel febbraio 2004 contro il Cile a Santiago del Cile.
La squadra non prese parte a un torneo ufficiale sanzionato dall'ICC fino a giugno 2010, quando partecipò all'Americas Championship Division Four, che si svolse in Messico. L'anno successivo, nel 2011, le Falkland disputarono l'Americas Twenty20 Division Three in Costa Rica, ma non riuscirono a vincere alcuna delle cinque partite disputate.
Attualmente, il territorio dispone di un solo campo da cricket, situato presso l'Ovale del Mount Pleasant Airfield, il che limita la capacità della squadra di competere a livello internazionale. A partire da agosto 2010, erano stati avviati progetti per la costruzione di un secondo campo da cricket nella capitale Stanley.

### Status T20 e le prime serie internazionali
Nell'aprile 2018, l'ICC ha deciso di concedere lo status completo di Twenty20 International (T20I) a tutti i suoi membri. Pertanto, tutte le partite Twenty20 giocate tra le Isole Falkland e gli altri membri dell'ICC dal 1° gennaio 2019 hanno lo status T20I. La selezione delle Falkland ha esordito il 10 marzo 2025, perdendo di 66 runs contro il Costa Rica, perdendo la serie per 5-1.

## Statistiche
Partite internazionali – Costa Rica
Aggiornato al 14 marzo 2025.
| Record                  |   |   |   |   |      |
| Format                  | M | W | L | T | D/NR |
| Twenty20 Internationals | 6 | 1 | 5 | 0 | 0    |

### T20
Aggiornato al 14 marzo 2025 
| Nazionale            | P                    | W                    | L                    | T                    | NR                   |
| vs Associate Members | vs Associate Members | vs Associate Members | vs Associate Members | vs Associate Members | vs Associate Members |
| -------------------- | -------------------- | -------------------- | -------------------- | -------------------- | -------------------- |
| Costa Rica           | 6                    | 1                    | 5                    | 0                    | 0                    |
| Totale               | 6                    | 1                    | 5                    | 0                    | 0                    |